# Christian Labit
Pour les articles homonymes, voir Labit.

a Compétitions nationales et continentales officielles uniquement.

b Matchs officiels uniquement.
Dernière mise à jour le 27 novembre 2017.
Christian Labit (dit Nache), né le 11 février 1971 à Lézignan-Corbières (Aude), est un joueur français de rugby à XIII puis de rugby à XV évoluant au poste de troisième ligne centre. Il met un terme à sa carrière de joueur en mai 2007 et se reconvertit en entraîneur de rugby à XV.
Avec le Stade toulousain, il remporte deux Coupe d'Europe en 2003 et 2005 ainsi que deux fois le championnat de France en 1999 et 2001.

## Biographie

### Carrière de joueur
Il est aussi international (première sélection en 1999 contre l'Écosse). Il rate la Coupe du monde 1999, mais dispute cinq matchs lors de l'édition 2003.

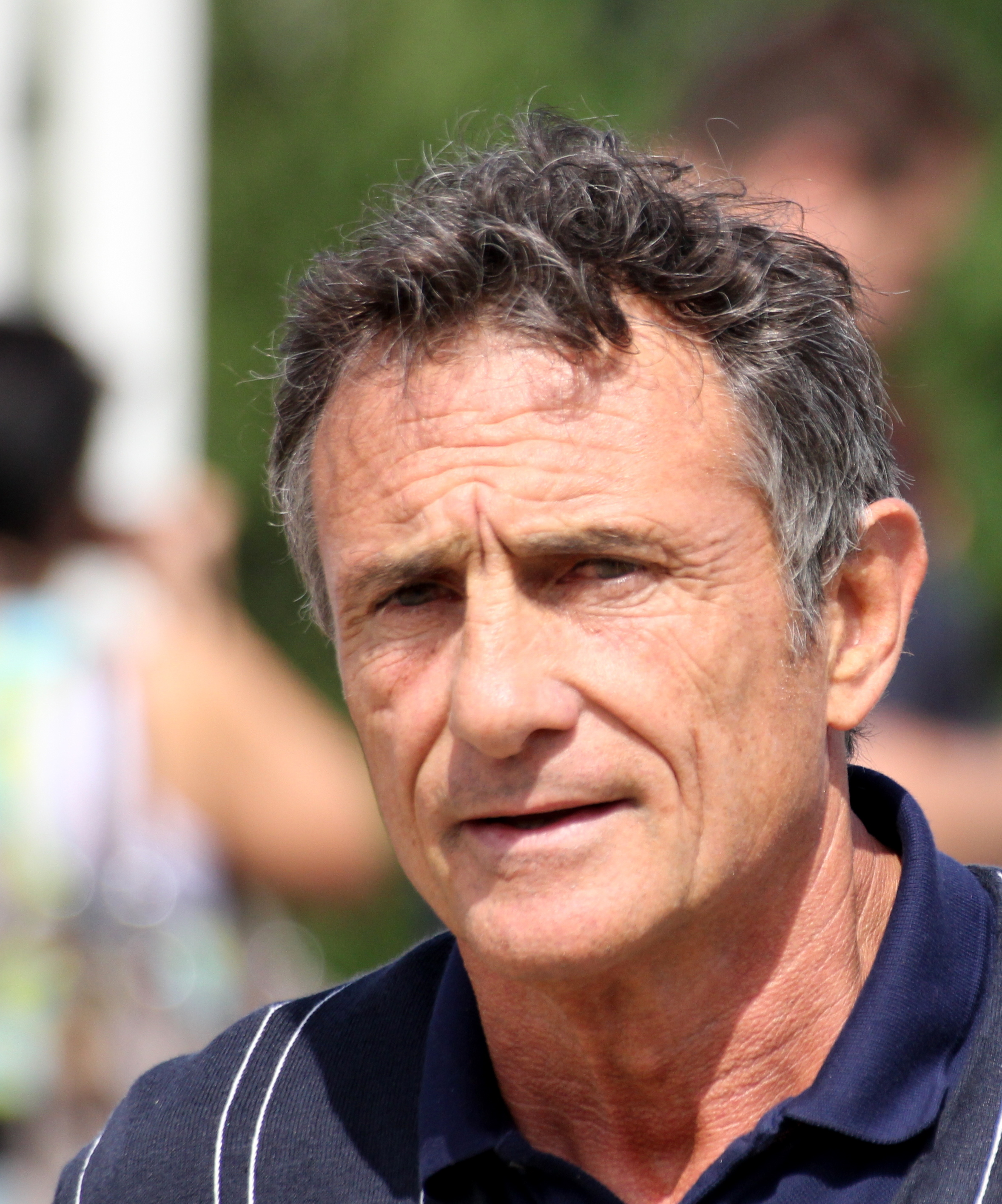
Guy Novès, ici en 2011, est l'entraîneur de Christian Labit au Stade toulousain de 1997 à 2004.

Christian Labit a été formé à Lézignan-Corbières à l'école du rugby à XIII et devient international junior dans cette discipline. En 1989, il fait ses débuts avec le Racing Club narbonnais, club avec lequel il joue jusqu'en 1997. Il rejoint alors le Stade toulousain. Arrivé comme troisième ligne aile, poste où il fut champion de France en 1999 et 2001, il devient troisième ligne centre à la suite des différentes blessures qu'ont dû subir Sylvain Dispagne, avec lequel il a joué trois saisons au RC Narbonne puis Isitolo Maka, titulaires successifs au poste de numéro 8 de l'équipe entraînée par Guy Novès. Il est régulièrement le capitaine de l'équipe au gré des remplacements ou absences d'Émile Ntamack et Fabien Pelous.
Le 10 avril 1999, il obtient sa première sélection contre l'Écosse.
Le 24 mai 2003, il est titulaire en numéro 8 avec le Stade toulousain, associé en troisième ligne à Jean Bouilhou et Trevor Brennan, en finale de la Coupe d'Europe au Lansdowne Road de Dublin face à l'USA Perpignan. Les toulousains s'imposent 22 à 17 face aux catalans et deviennent ainsi champions d'Europe.
Ce changement de poste, où il peut plus facilement faire valoir sa technique et sa puissance, lui permet de réintégrer l'Équipe de France pour la Coupe du Monde 2003. Il y jouera sa dernière sélection le 20 novembre 2003 pour le match de la troisième place lors de la Coupe du monde.
En septembre 2003, il joue avec les Barbarians français à l'occasion d'un match opposant le XV de France, rebaptisé pour l'occasion XV du Président (afin de contourner le règlement qui interdit tout match international à moins d'un mois de la Coupe du monde), et les Barbarians français, composés essentiellement des joueurs tricolores non retenus dans ce XV présidentiel et mis à disposition des Baa-Baas par Bernard Laporte. Ce match se déroule au Parc des sports et de l'amitié à Narbonne et voit le XV du président s'imposer 83 à 12 face aux Baa-Baas.
La 23 mai 2004, il joue de nouveau la finale de la Coupe d'Europe qui se déroule cette fois au Stade de Twickenham à Londres face aux London Wasps. Il est titularisé en troisième ligne centre encadré par Finau Maka et Jean Bouilhou. Les Anglais l'emportent 27 à 20 empêchant les Toulousains de gagner un deuxième titre consécutif.
En 2005, ils arrivent à se qualifier une troisième fois consécutive en finale de Coupe d'Europe face au Stade français. Il est titulaire en troisième ligne avec Finau Maka et Trevor Brennan. Les haut-garonnais sont de nouveau champion d'Europe en s'imposant 12 à 18 après prolongation.
En juin 2005, il est sélectionné avec les Barbarians français pour aller défier la Western Province à Stellenbosch en Afrique du Sud. Les Baa-Baas s'inclinent 22 à 20.
Après son licenciement du RC Narbonne en février 2007, il s'engage avec les Northampton Saints. Il dispute sept matchs de championnat avec le club anglais, inscrivant deux essais, et deux matchs de coupe d'Europe.

### Carrière d'entraîneur
Après sa retraite de joueur, il devient en 2007 entraîneur de l'US Carcassonne. Il permet la montée du club de Fédérale 2 en Fédérale 1, puis en Pro D2. Il est nommé manager général du club pendant l'été 2013. S'estimant pas suffisamment suivi, il démissionne le 1er novembre 2013 à la suite de désaccords sur certains choix sportifs fait par ses nouveaux entraîneurs adjoints Philippe Guicherd et Alexandre Jaffrès.
Le 5 janvier 2014, le PARC officialise la nomination de Christian Labit en tant qu'entraîneur responsable des avants aux côtés de Conrad Stoltz.
À la suite du départ de l'ancien agenais et du manager général Gilbert Doucet, il prolonge son contrat de 2 ans comme manager en juin 2014. En 2015, il mène le PARC jusqu'à la victoire dans le Championnat de France de Fédérale 1. Le 7 décembre 2015, il est écarté de son poste d'entraîneur général du Provence rugby, nouvelle appellation du club d'Aix-en-Provence, avec son entraîneur adjoint chargé des lignes arrières, Franck Comba.
En avril 2016, il est nommé manager du RC Narbonne. Il est limogé de son poste le 24 octobre 2017.
Le 27 novembre 2017, il est nommé manager sportif de l'US Carcassonne. Il fait ainsi son retour dans un club qu'il connaît bien puisqu'il a déjà occupé ce poste de 2007 à 2013. Il doit redresser la situation du club, dernier de Pro D2 à son arrivée. À l'issue de la saison, le club termine à la 14e place et parvient ainsi à se maintenir en Pro D2.
En 2019, il est invité à diriger la première sélection régionale créée par la Ligue régionale Occitanie de rugby, pour affronter l'Espagne le 16 novembre au Stade Ernest-Wallon, aux côtés d'Émile Ntamack et David Marty. Les joueurs sélectionnés évoluent dans les clubs professionnels de la région.
En 2021, il est choisi pour entraîner les Barbarians français lors d'un match opposant les Baa-Baas à l'équipe des Tonga de rugby à XV le 13 novembre au Matmut Stadium Gerland de Lyon. Il entraîne la sélection avec son ancien coéquipier au Stade toulousain, Xavier Garbajosa.
Durant la saison 2022-2023 de Pro D2, Christian Labit annonce qu'il ne poursuivra pas l'aventure avec le club et donc que peu importe la place obtenue en fin de saison, il quittera l'US Carcassonne. C'est lors de cette même saison que Carcassonne finira à la quinzième place du championnat synonyme de relégation en Nationale.

## Palmarès

### Palmarès en tant que joueur
- Championnat de France :
  - Vainqueur (2) : 1999 et 2001
  - Finaliste (1) : 2003
- Challenge Yves du Manoir :
  - Vainqueur (2) : 1991 (avec Narbonne mais ne joue pas la finale) et 1998 (avec Toulouse)
  - Finaliste (1) : 1992

- Coupe d'Europe de rugby à XV :
  - Champion (2) : 2003 et 2005 (avec Toulouse)
  - Finaliste (1) : 2004 (avec Toulouse)
  - Demi-finaliste (1) : 1998, 2000 (avec Toulouse) et 2007 (avec Northampon)
- Challenge européen de rugby à XV :
  - Demi-finaliste (1) : 1997 (avec Narbonne)

### Palmarès en tant qu'entraîneur
- Championnat de France de Fédérale 1 :
  - Vainqueur (2) : 2010 avec US Carcassonne et 2015 avec Pays d'Aix
  - Demi-finaliste (1) : avec l'US Carcassonne en 2009, sa deuxième année d'entraineur
- Championnat de France Fédérale 2 :
  - Vainqueur (1) avec l'US Carcassonne en 2008, sa première année d'entraineur

## Distinctions
- Médaille d'honneur de la ville de Carcassonne (2008)[13].

## Statistiques

### Statistiques en équipe nationale
Christian Labit compte 17 sélections en équipe de France entre 1999 et 2003 et n'a pas inscrit de points.
- 17 sélections (1999-2003)
- Tournées en Argentine et Australie en 2002, et Argentine et Nouvelle-Zélande en 2003

#### Tournoi des Cinq Nations
| Édition           | Rang | Résultats France | Résultats Labit | Matchs Labit |
| ----------------- | ---- | ---------------- | --------------- | ------------ |
| Cinq Nations 1999 | 5    | 1 v, 0 n, 3 d    | 1 v, 0 n, 0 d   | 1/4          |

Légende : v = victoire ; n = match nul ; d = défaite ; la ligne est en gras quand il y a Grand Chelem.

#### Coupe du monde
| Édition        | Rang      | Résultats France | Résultats Labit | Matchs Labit |
| -------------- | --------- | ---------------- | --------------- | ------------ |
| Australie 2003 | Quatrième | 5 v, 0 n, 2 d    | 3 v, 0 n, 2 d   | 5/7          |

Légende : v = victoire ; n = match nul ; d = défaite.

### Statistiques en tant qu'entraîneur
| Saison      | Club           | Division   | Poste                 | Classement                       | Coupe d'Europe | Challenge européen |
| ----------- | -------------- | ---------- | --------------------- | -------------------------------- | -------------- | ------------------ |
| 2007 - 2008 | US Carcassonne | Fédérale 2 | Manager               | Champion de France de Fédérale 2 | -              | -                  |
| 2008 - 2009 | US Carcassonne | Fédérale 1 | Manager               | Éliminé en demi-finale           | -              | -                  |
| 2009 - 2010 | US Carcassonne | Fédérale 1 | Manager               | Champion de France de Fédérale 1 | -              | -                  |
| 2010 - 2011 | US Carcassonne | Pro D2     | Manager               | 10e                              | -              | -                  |
| 2011 - 2012 | US Carcassonne | Pro D2     | Manager               | 6e                               | -              | -                  |
| 2012 - 2013 | US Carcassonne | Pro D2     | Manager               | 7e                               | -              | -                  |
| 2013 - 2014 | Pays d'Aix RC  | Fédérale 1 | Entraîneur des avants | Éliminé en quart-de-finale       | -              | -                  |
| 2014 - 2015 | Pays d'Aix RC  | Fédérale 1 | Manager               | Champion de France de Fédérale 1 | -              | -                  |
| 2016 - 2017 | RC Narbonne    | Pro D2     | Manager               | 12e                              | -              | -                  |
| 2017 - 2018 | US Carcassonne | Pro D2     | Manager               | 14e                              | -              | -                  |
| 2018 - 2019 | US Carcassonne | Pro D2     | Manager               | 11e                              | -              | -                  |
| 2019 - 2020 | US Carcassonne | Pro D2     | Manager               | 10e (arrêt du championnat)       | -              | -                  |
| 2020 - 2021 | US Carcassonne | Pro D2     | Manager               | 8e                               | -              | -                  |
| 2021 - 2022 | US Carcassonne | Pro D2     | Manager               | 5e, éliminé en barrages          | -              | -                  |
| 2022 - 2023 | US Carcassonne | Pro D2     | Manager               | 15e, relégué en Nationale        | -              | -                  |